# Революционный совет (Индонезия)
Революционный совет (индон. Dewan Revolusioner) — временный орган государственной власти, сформированный руководством Движения 30 сентября, предпринявшего попытку государственного переворота в Индонезии 30 сентября 1965 года. Реальная власть Совета распространялась исключительно на силы мятежников и незначительные территории в Джакарте и на расположенной поблизости от неё главной базе ВВС страны, удерживавшиеся ими в первые дни октября 1965 года. Его организованная деятельность продолжалась 1—2 октября, 6 октября Совет полностью прекратил существование.

## Создание Революционного совета
Революционный совет Индонезии был сформирован левыми офицерами из окружения президента Индонезии Сукарно во время событий сентября 1965 года, известных, как «Движение 30 сентября». Декрет о его создании был зачитан по радио Джакарты около 14:00 1 октября 1965 года. В декрете отмечалось, что Революционный совет создан для проведения дальнейших мероприятий, вытекающих из событий 30 сентября, и ему передаётся вся власть в Индонезии на период до проведения всеобщих выборов. Автоматически распускалось прежнее правительство президента Сукарно. По радио было также зачитано постановление о составе совета.

## Состав Революционного совета Индонезии
Декрет от 1 октября 1965 года предусматривал, что Революционный совет, в который должны были войти в общей сложности 45 человек — министры, военные, представители политических партий — в своей повседневной деятельности будет представлен Президиумом из 5 человек, которые и будут непосредственно управлять страной:
| Порядок | Портрет | Имя                                                                  | Звание            | Должность                                                           |
| ------- | ------- | -------------------------------------------------------------------- | ----------------- | ------------------------------------------------------------------- |
| 1.      |         | Унтунг Шамсури, Командующий «Движением 30 сентября»                  | подполковник      | Командир 454-го батальона полка «Чакрабирава»(президентская охрана) |
| 2.      |         | Супарджо, Заместитель командующего «Движением 30 сентября»           | бригадный генерал |                                                                     |
| 3.      |         | Херу Атмоджо, Заместитель командующего «Движением 30 сентября»       | подполковник      | Военно-воздушные силы                                               |
| 4.      |         | Сунарди, Заместитель командующего «Движением 30 сентября»            | полковник         | Военно-морские силы                                                 |
| 5.      |         | Анвас Тануамиджата, Заместитель командующего «Движением 30 сентября» | комиссар полиции  | Заместитель Верховного комиссара полиции Индонезии.                 |

Помимо командующего «Движением 30 сентября» и его заместителей, составивших Президиум, в состав Революционного совета были также включены такие видные фигуры, как командующий военно-воздушными силами маршал авиации Омар Дани, командующий военно-морскими силами вице-адмирал Мартадингата, заместитель премьер-министра Леймена, заместитель премьер-министра и министр иностранных дел Субандрио. Президент Сукарно в состав совета включён не был.

## Деятельность Революционного совета
После оглашения декрета о создании Революционного совета и постановления о его составе, радио Джакарты передало декрет совета «О воинских званиях», объявлявший недействительными звания выше подполковника. Все рядовые и сержанты, участвовавшие в «Движении 30 сентября», повышались на одно или два очередных звания. В переданном затем обращении Революционного совета подчёркивалось, что президент Сукарно, «великий вождь революции», остаётся во главе государства и не утратил своих полномочий.

## Крах «Движения 30 сентября» и распад Революционного совета
Генерал Сухарто, возглавлявший Командование стратегического резерва Сухопутных войск (Кострад) на острове Ява, ещё ранним утром 1 октября взял на себя командование сухопутными силами армии Индонезии и получил от министра обороны генерала Насутиона приказ блокировать Джакарту и выяснить, что с президентом Сукарно. Сухарто удалось установить связь с Сукарно, прибывшим на главную базу ВВС Индонезии Хали́м Перда́накусу́ма, но тот отказался дать приказ подавить «Движение». Однако распространённые после полудня сообщения о сформировании Революционного совета, роспуске правительства и лишении высшего командного состава воинских званий, дали Насутиону и Сухарто серьёзные поводы для решительных действий. Насутион использовал то, что президент Сукарно не был включён в состав Революционного совета, объявил «Движение 30 сентября» антипрезидентской акцией и направил Сухарто инструкцию, в которой предлагал любыми средствами «освободить верховного Главнокомандующего». В это же время сам президент Сукарно неожиданно выступил как самостоятельный, третий, центр власти и опубликовал приказ, в котором взял на себя командование вооружёнными силами Индонезии и поручил третьему заместителю министра — командующего сухопутными войсками генерал-майору Праното Рексосамудеро временно руководить повседневной деятельностью сухопутных войск. Сукарно вообще не упомянул о существовании Революционного совета, о его декретах и о его деятельности. Но Насутион и Сухарто проигнорировали приказ Сукарно так же, как и декреты Революционного совета. К 20:00 1 октября верные им части установили полный контроль над Джакартой, а около 23:00 президент Сукарно покинул базу ВВС Халим и направился в Богор. На базе началась паника, оперативный штаб «Движения» фактически распался, сама база вскоре была окружена частями дивизии «Силиванги». 2 октября маршал авиации Омар Дани издал удививший многих приказ, в котором говорилось, что Военно-воздушные силы никак не связаны с «Движением 30 сентября» и им ничего не известно о существовании Революционного совета и его составе.
6 октября 1965 года Революционный совет, ещё 2 октября полностью утративший контроль над обстановкой и к тому времени фактически распавшийся, последний раз стал предметом обсуждения на заседании правительства под председательством Сукарно. Президент заявил, что этот Совет будет распущен людьми, его создавшими и отказался санкционировать направленные против него меры, как этого требовали генералы. Затем было зачитано заявление Коммунистической партии Индонезии от 5 октября, в котором руководство партии рекомендовало своим членам отмежеваться от всякого участия в «Движении 30 сентября» и покинуть состав Революционного совета. Тем временем армия, игнорируя попытки Сукарно добиться компромисса между противоборствующими силами, разворачивала террор против участников «Движения», ИКП и левых организаций. 11 октября 1965 года близ города Тегал на Центральной Яве был арестован и бывший глава Революционного совета подполковник Унтунг. Об аресте бригадного генерала Супарджо военные власти Индонезии объявили только 13 января 1967 года в связи с арестом кандидата в члены Политбюро ЦК КПИ Анвара Сануси.